# 高爾夫球

高爾夫球場示意圖。
(1)開球區 (2)河川 (3)深草區
(4)界外 (5)沙坑 (6)水塘 (7)球道
(8)果嶺 (9)旗竿 (10)球洞

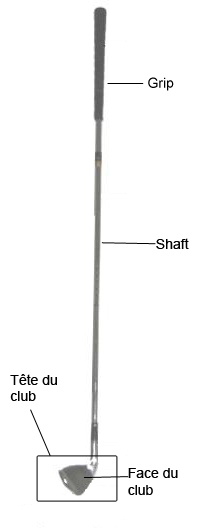
高爾夫球竿。

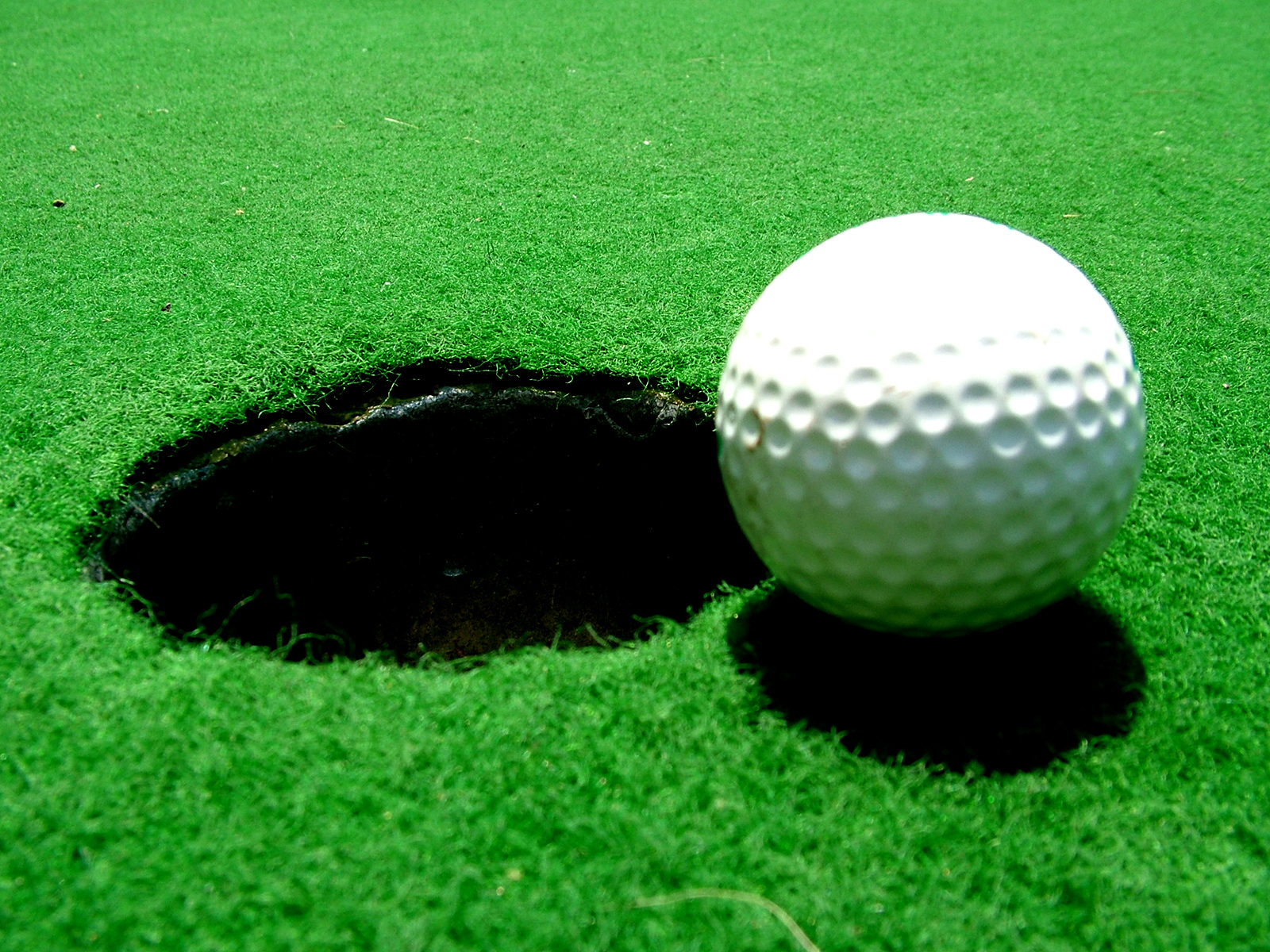
高爾夫球與球洞。

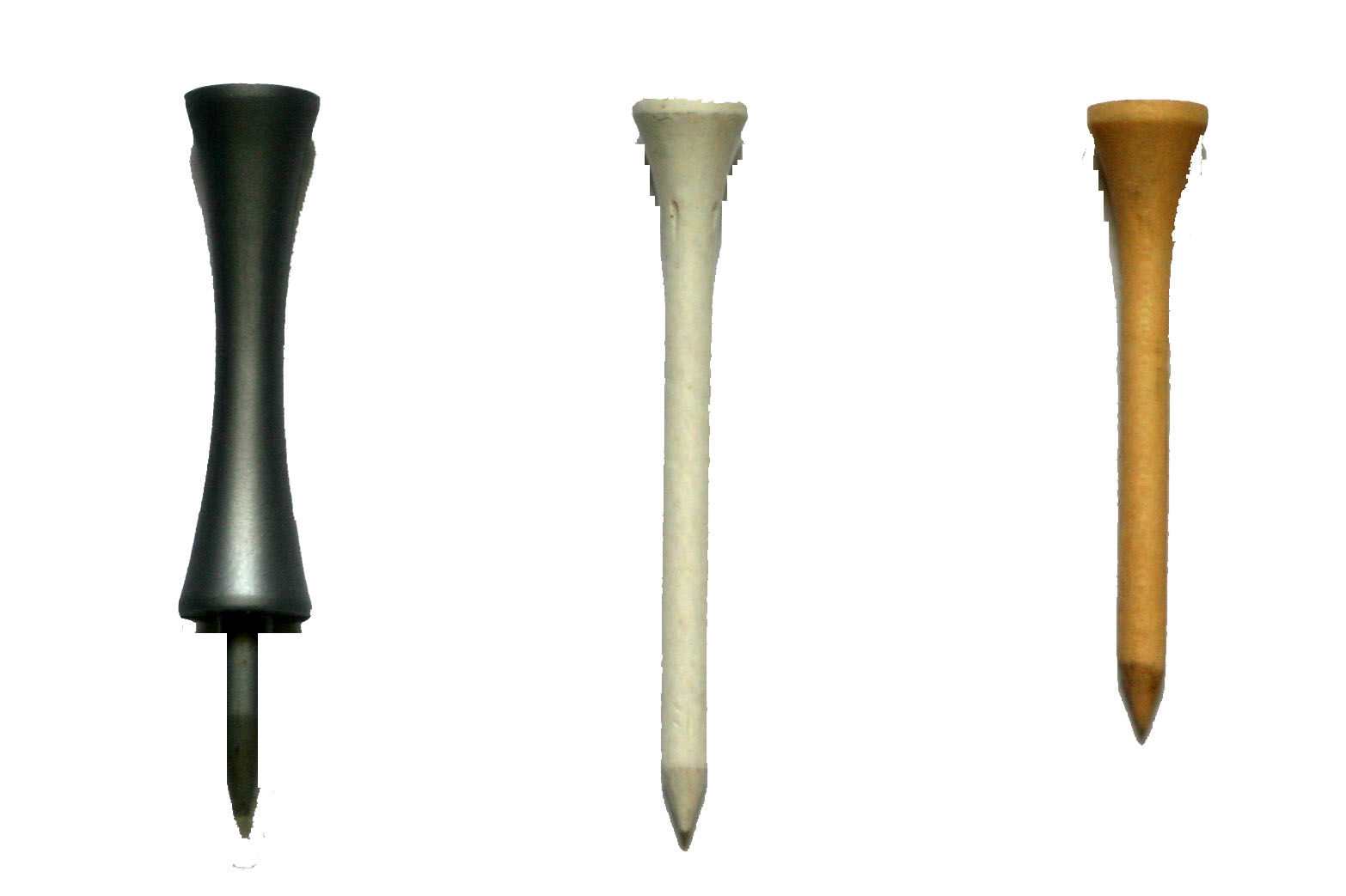
開球座。

高尔夫，也稱高球，是種室外體育運動，個人或團體球員準備自帶的高爾夫球具，以高爾夫球杆將一顆小球打進球洞，使用杆數較少者獲勝。大部份的比賽有九洞或十八洞。目前世界上較為知名的個人比賽有：英國公開賽、英國業餘高爾夫球錦標賽、美國公開賽、美國業餘高爾夫球錦標賽、美國名人賽、美國職業高爾夫球協會錦標賽。最有名的團體比賽有高尔夫世界杯、萊德杯歐美對抗賽、沃克杯美英愛爾蘭系列賽。高爾夫球也自2016年里約熱內盧奧運重新被列為奧運比賽項目。英國公開賽、美國公開賽、美國名人賽、美國職業高爾夫球協會錦標賽是高爾夫球界四大大滿貫賽事。一般認為現代高爾夫球起源於1456年的蘇格蘭，今日的高爾夫球18洞制度亦由蘇格蘭制定，當地亦有全球最歷史悠久的高球會，被視作蘇格蘭國粹。艾伦·谢泼德是首個在地球以外打高爾夫球的人，他在阿波罗14号任務中運了1支球桿、2個球上船。雖然第1球打失了，但第2球在低阻力及重力的環境下據說打了2英里（3.2）遠，是開球最遠的非官方紀錄。

## 高爾夫球場
高爾夫球場是由許多的球洞組成，每一個球洞都有發球台，發球台前會有二個標誌說明發球台的範圍，此外還有球道、長草、其他障礙、在球洞附近的果嶺、球洞及標示球洞位置的旗子。
高爾夫球場長草的程度會影響比賽的難度，在果嶺附近的草會特別養護，以便球可以在草地上滾動。有些球洞可以從發球台直接看到球洞，但有些則會設計為左彎或是右彎，類似狗的腿，因此稱為「狗腿洞」，有些球洞甚至在中間會有2次的彎曲，稱為「雙狗腿洞」。
標準的高爾夫球場會有十八個球洞，不過9個球洞的球場也很常見，十八個球洞可以用九個球洞重複二次來達到。
早期的蘇格蘭高爾夫球場主要會在有土壤及草的海邊沙地進行。世界第一座高爾夫球場位於蘇格蘭聖安德魯斯成立於1452年。美國第一個18洞的球場是在1892年成立，是在伊利諾州唐納斯格羅夫的綿羊牧場內，這個球場仍可使用。
高爾夫各球洞因地形變化而出現不等的距離，通常將此不等的距離分成：長，中，短三種。十八個球洞中，長，短距離的球洞各有四個，中等距離的球洞有十個，採混合式排列，一個球場大部分平均會分佈水池（下水罰杆一杆），界外球OB（out of bounds 罰杆一杆），OB線旁會豎立白色木樁，球洞部份可分為長草區、球道區、沙坑等，各個球場有自訂另行規則。
球場的球洞分部大部分為有：四個三杆洞，十個四杆洞，4個五杆洞，球杆的標準為不超過十四枝球杆為上限，一般球友多會使用一枝開球木杆，兩支球道木杆，九支鐵杆，一枝推杆以及一枝特殊用途的球杆。
不同距離的標準杆數：431米以上為5杆，430.9米至229.1米為4杆，229米以下為3杆，球場標準杆的設定，依據球道的整體距離與分配做設定，通常是18洞72杆，偶爾也會有70杆或71杆的球場。高爾夫的職業比賽中，通常一場比賽要比四個回合，女子組通常是三個回合。

### 果岭
果岭（英語：putting green）是green的音译。
果嶺的品質並不是相同的。一般來說，最好的果嶺都是得到很好養護，使得球可以很平滑的貼著切割過的草坪上滾動。高爾夫愛好者一般把好的果嶺描述為faster（快的），輕輕的一擊球就可以在上面滾動很遠。相對的，如果球在上面滾動相當的距離需要很大的力氣去擊球，這樣的果嶺稱為slow（慢的）（視果嶺的草種以及長短，生長方向而決定果嶺的快慢）由於果嶺的地形高低起伏會讓打者感覺其困難度。
测定果岭球速时，先在果岭上选定3m×3m之区域，再将球置于球速测定器（stimp meter）凹槽中确定球是否会滚动。再测定是否受坡度影响，如受坡度影响则测上坡滚动距离（Su）及下坡滚动距离（Sd），测定之果岭球速（Green speed adjusted for slope effect）=2×（Su×Sd）/（Su＋Sd）。一般果岭都有一定的坡度，只是坡度大小存在差异。

## 得分

### 標準桿
球洞會依標準桿來分類，標準桿是指球員根據設計應當完成的桿數。桿數中一定會包括發球的一桿及二個推桿，因此標準桿至少是三桿，但標準桿是四桿或五桿的球洞也很常見，甚至也有標準桿是六桿或七桿的球洞。發球以外的擊球以及推桿一般會在球道進行。例如一個有經驗的球員在標準桿四桿的球洞時，會希望在第一次擊球發球後，第二次擊球就可以將球擊到果嶺，再用二個推桿使球進洞，就可以平標準桿。若是擊球讓球上果嶺後，還留有二次推桿機會可以使球進洞，則稱為标准杆上果岭（green in regulation），簡稱GIR。

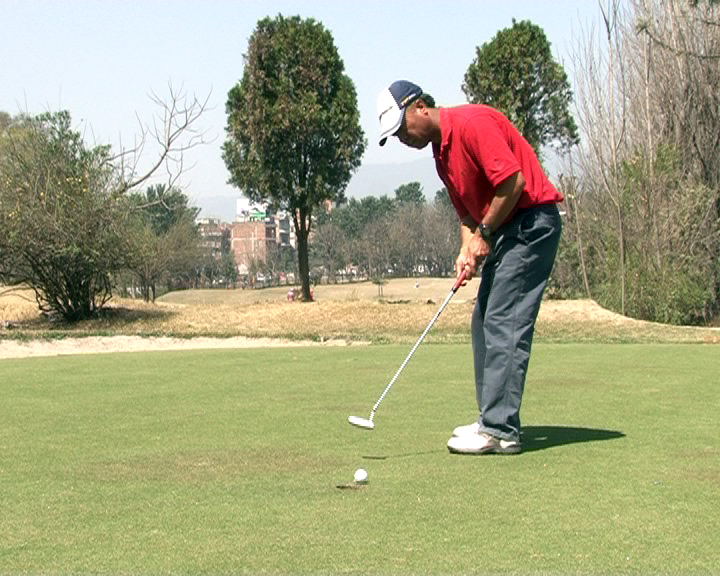
果嶺推杆中的玩家

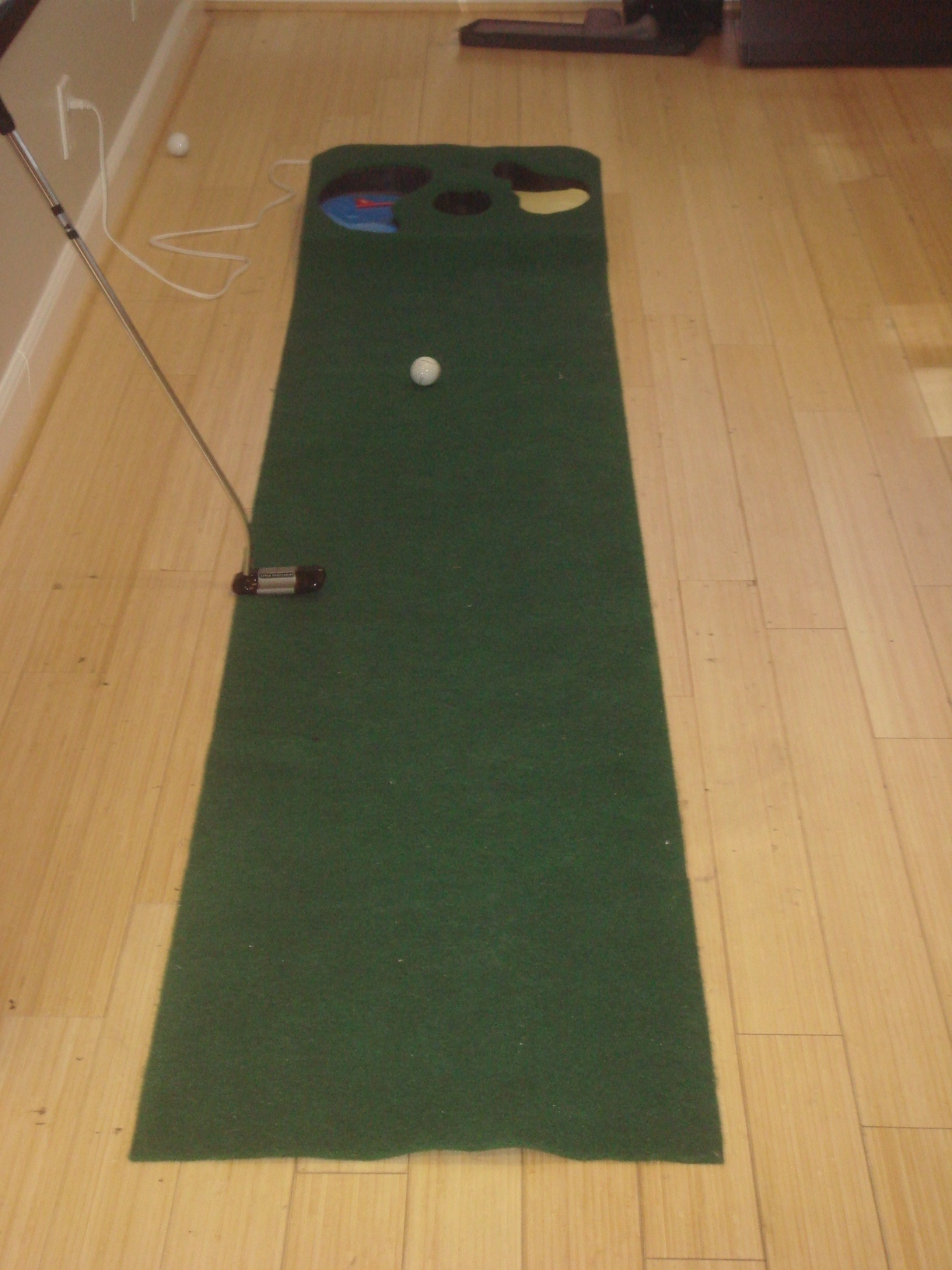
家用推杆練習具

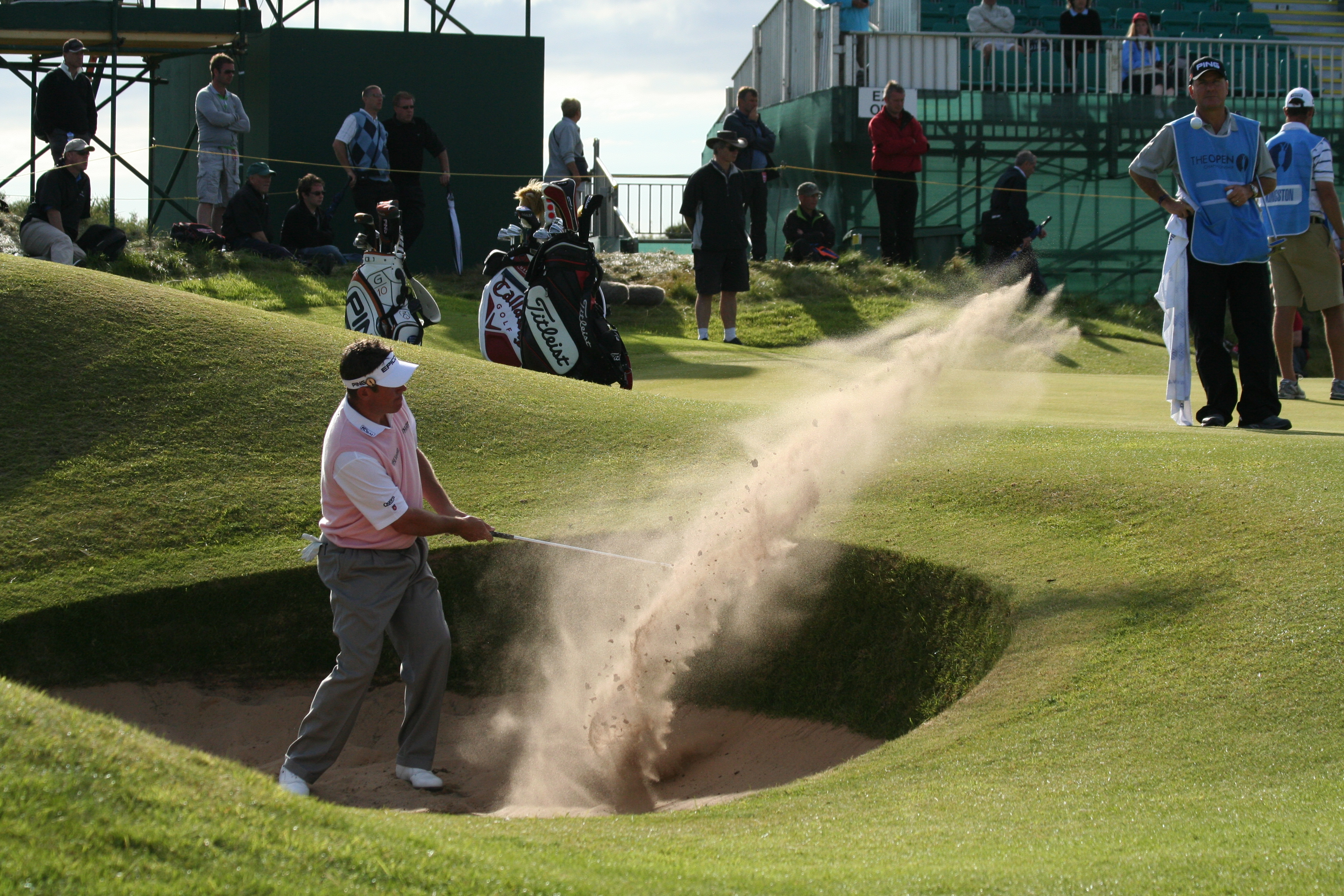
打出沙坑的玩家

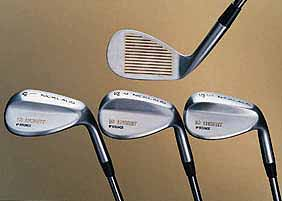
各種球杆頭

| 計分 | 術語                                          | 定義           |
| ---- | --------------------------------------------- | -------------- |
| -4   | Condor或Triple eagle（三鷹）                  | 少標準桿數四桿 |
| -3   | Albatross或Golden eagle或Double eagle（雙鷹） | 少標準桿數三桿 |
| -2   | Eagle（老鷹）                                 | 少標準桿數兩桿 |
| -1   | Birdie（小鳥）                                | 少標準桿數一桿 |
| E    | Par（標準桿）                                 | 平標準桿數     |
| +1   | Bogey（柏忌）                                 | 多標準桿數一桿 |
| +2   | Double Bogey（雙柏忌）                        | 多標準桿數兩桿 |
| +3   | Triple Bogey（三柏忌）                        | 多標準桿數三桿 |
| +4   | Quadruple Bogey（四柏忌）                     | 多標準桿數四桿 |

## 高爾夫職業
- 球僮
- 高爾夫球場經營
- 職業高爾夫球手